# Gardenia (sencillo)
«Gardenia» es el decimoprimer sencillo de la banda japonesa Malice Mizer lanzado el 30 de mayo de 2001. Este es el segundo sencillo en el que participó Klaha como vocalista, en este lanzamiento Klaha ya era miembro oficial de Malice Mizer, aparece en los créditos y en las sesiones de fotos. Existen 2 versiones del PV de Gardenia, la versión oficial fue lanzada en el DVD Cardinal y la segunda es un bootleg que posiblemente se obtuvo de una señal de  Televisión. La versión contenida en el Cardinal es la combinación del PV y la presentación en vivo. 
Alcanzó el número 39 en el ranking del Oricon Style Singles Weekly Chart y se mantuvo durante tres en la lista.

## Lista de canciones
| (CD)  |                                        |        |        |          |  |
| N.º   | Título                                 | Letras | Música | Duración |  |
| 1.    | «prologue～回想～ (prologue ~kaisou~)» |        | Mana   | 00:28    |  |
| 2.    | «Gardenia»                             | Klaha  | Mana   | 5:15     |  |
| 3.    | «崩壊序曲 (houkai jokyoku)»            | Klaha  | Mana   | 4:55     |  |
| 4.    | «Gardenia (Instrumental)»              |        | Mana   | 5:15     |  |
| 5.    | «houkai jokyoku (Instrumental)»        |        | Mana   | 4:51     |  |
| 20:04 |                                        |        |        |          |  |